# Pere de Redorta
Pere de Redorta va ser bisbe de Vic entre 1147 i 1185. Era fill de Guillem III de Castellvell, i ostentava els senyorius de Voltrera i Olesa.
De tarannà pacífic i just, va arribar a acords i concòrdies amb els nobles d'Osona i voltants per tal de tutelar els drets eclesiàstics. Pel que fa a la seua tasca dins el bisbat, va consagrar nombroses esglésies, com ara l'Església Rodona de Vic, la de Santa Eugènia de Berga o la de Sant Joan de les Abadesses. També va dividir el patrimoni catedralici en dotze prepositures, sota el mandat d'un canonge, el mateix càrrec que desenvolupava Pere de Redorta abans d'arribar al bisbat. Va assistir al concili III del Laterà (1179).